# Nissan Pixo
La Nissan Pixo è un'autovettura di piccole dimensioni prodotta dalla casa giapponese Nissan Motor dal 2009 al 2013 grazie ad una joint-venture effettuata con il gruppo Suzuki La presentazione è avvenuta al Salone di Parigi nel 2008.

## Il contesto
Nata da un progetto sviluppato totalmente in India la vettura è costruita sulla medesima piattaforma della Suzuki Alto settima serie da cui si differenzia per il solo gruppo frontale caratterizzato da fari, cofano motore e paraurti specifici di dimensioni maggiori. Il posteriore e la fiancata vengono ripresi anche dalla cugina Alto così gli interni. La Pixo dispone di sospensioni anteriori del tipo MacPherson mentre al posteriore il classico schema a ponte torcente.
Equipaggiata di un motore benzina 3 cilindri in alluminio di 1 litro (68 CV/50 kW) omologato Euro 5, la potenza viene trasmessa ad un cambio manuale a 5 rapporti oppure ad un automatico a 4 rapporti con convertitore. La casa ha annunciato in Italia l'arrivo anche di una versione bi-fuel denominata EcoActive con motore in grado di funzionare sia a benzina che GPL. Le dimensioni compatte hanno permesso di ricavare un abitacolo a quattro posti a sedere ed un bagagliaio con un volume minimo di 129 litri che salgono a 367 abbattendo la seconda fila.
Progettata per le strade cittadine dell'Europa attualmente non è prevista la distribuzione in Asia della vettura. I consumi ed i costi di esercizio sono piuttosto bassi così come le emissioni di anidride carbonica concentrate in soli 103 grammi al chilometro per la versione manuale e in 122 grammi al km per l'automatica.

## Motorizzazioni
| Modello | Disponibilità | Motore  | Cilindrata (cm³) | Potenza       | Coppia Massima (Nm) | Emissioni CO2 (g/Km) | 0–100 km/h (secondi) | Velocità max (Km/h) | Consumo medio (Km/l) |
| ------- | ------------- | ------- | ---------------- | ------------- | ------------------- | -------------------- | -------------------- | ------------------- | -------------------- |
| 1.0     | dal debutto   | Benzina | 996              | 50 Kw (68 Cv) | 90                  | 103                  | 14.0                 | 155                 | 22.7                 |